# تد باتچلر
تد باتچلر (انگلیسی: Ted Batchelor; ۴ اوت ۱۹۳۰ – ۱۹ نوامبر ۲۰۰۶) بازیکن فوتبال اهل بریتانیا بود.
از باشگاه‌هایی که در آن بازی کرده‌است می‌توان به باشگاه فوتبال ولورهمپتون واندررز، باشگاه فوتبال بث سیتی، و باشگاه فوتبال سوئیندون تاون اشاره کرد.